# Legione del destino
Legione del destino (Legion of Doom) è un gruppo di supercriminali dell'universo immaginario della DC Comics. Esordì nella serie televisiva Challenge of the Super Friends, terza serie del cartone animato I Superamici. Da allora venne incorporata nella continuity del DC Universe, apparendo nei fumetti e in trasposizioni a cartoni animati e live-action.

## Concezione e sviluppo
Quando la stagione Challenge of the Super Friends è stata concepita originariamente, venne battezzata Battle of the Superheroes e ha visto l'introduzione di Capitan Marvel nei Superamici. Il gruppo di avversari era la Lega del Male, guidato dalla nemesi del Capitano Marvel, il Dottor Sivana. Tuttavia Filmation stava producendo la serie Shazam! e The New Adventures of Batman, impedendo l'uso di personaggi come Mister Atom, King Kull, Beautia Sivana, Joker, Pinguino, Mr. Freeze e Catwoman. Il primo concept art disegnato da Alex Toth includeva anche Heat Wave, Poison Ivy e Abra Kadabra.

## Storia editoriale
- I membri della Legione del destino fanno alcune apparizioni nel fumetto spin-off I Superamici basato sulla serie animata omonima.
- Una versione della Legione del destino apparve in Extreme Justice nn. 17-18 (giugno-luglio 1996), guidata da Brainwave Jr, in un periodo in cui era diventato un cattivo. Gli altri membri erano Killer Frost, Houngan, Major Force, i Madmen e un robot duplicato di Gorilla Grodd[3][4].
- La miniserie del fumetto DC del 2006 Justice presenta una versione della Legione del destino. Lo scrittore e disegnatore della serie Alex Ross è un appassionato fan de I Superamici Oltre a Lex Luthor, Bizzarro, Black Manta, Brainiac, Capitan Cold, Cheetah, Giganta, Gorilla Grodd, Enigmista, Spaventapasseri, Sinestro, Solomon Grundy e Giocattolaio. Questa versione della Legione conta anche Black Adam, Metallo, Clayface, Parassita e Poison Ivy come membri. Anche Joker e il dottor Sivana fanno delle apparizioni. Sivana impiega robot microscopici che assomigliano a Mister Mind[5].
- La Hall of Doom funge da quartier generale per la Lega dell'ingiustizia in Justice League of America: Injustice League Unlimited (tuttavia, questa Hall si trova nelle paludi della Florida)[6].
- Il quartier generale della Justice League nel futuro di Sorcerer King arc nell'arco narrativo Superman/Batman è la Hall of Doom[7].
- Una versione alternativa del team è apparsa nella mini-serie Flashpoint: Legion of Doom, parte dell'evento Flashpoint. Questa iterazione della squadra consisteva di super criminali interrati nella prigione di Doom, che si basa sul quartier generale della Legione di Super Friends. La squadra comprendeva Heat Wave, Plastic Man, Sportsmaster, Killer Wasp e Cluemaster[8][9][10].
- Una nuova Legione del destino guidata da Superboy-Prime è apparsa in una trama di Teen Titans, tratta dai numeri 98-100[11]. La squadra vedeva come membri Sun Girl, Headcase, Persuader (Elise Kimble), Indigo, Zookeeper, tre clan Superboy e un impostore Inertia[12].
- Nella mini-serie Super Poteri, Lex Luthor introduce una Legione del destino con Bizarro, Black Manta, Brainiac, Capitan Cold, Cheetah, Gorilla Grodd, Pryme, Enigmista, Spaventapasseri, Sinestro e Starro. Piuttosto che incontrarsi nella Hall of Doom, hanno una fortezza in Kryptonite basata sulla Fortezza della solitudine e ubicata sull'oceano[13].

## Trasposizioni in altri media

### Cinema
- La Legione del destino appare come l'antagonista centrale del film d'animazione Justice League: Doom, ed è guidata da Vandal Savage. I membri sono Cheetah, Star Sapphire, Bane, Metallo, Mirror Master e Ma'alefa'ak. Cheetah è l'unico membro originale in questo film.
- Nel film d'animazione JLA Adventures: Trapped in Time, la Legione del destino viaggia indietro nel tempo per eliminare Superman con l'aiuto di Time Trapper. I membri qui sono Lex Luthor, Bizarro, Giocattolaio, Cheetah, Solomon Grundy, Capitan Cold, Black Manta e Gorilla Grodd. Dopo che Lex Luthor è stato arrestato e Time Trapper è stato sconfitto, Gorilla Grodd diventa il leader in carica della Legione.
- In Lego DC Comics Super Heroes: Justice League - Attack of the Legion of Doom la Justice League dovrà confrontarsi con la Legione, che include Lex Luthor, Cheetah, Capitan Cold, Sinestro, Black Manta e Gorilla Grodd. Altri criminali che hanno fatto un'audizione per unirsi alla Legion of Doom e sono stati respinti per vari motivi sono Joker, Pinguino, Man-Bat, Giganta e Deathstroke. Mentre Luthor è quello che li ha formati, è Darkseid che gli ha ordinato di farlo.
- La Legione appare in Justice League vs. Teen Titans, e include Lex Luthor, Toymaster, Cheetah, Mago del Tempo e Solomon Grundy. La Legione combatte la Justice League finché non vengono sconfitti da loro.

### Televisione
- La Legione del destino è la principale antagonista della seconda stagione di Legends of Tomorrow. Questa versione è guidata dall'Anti-Flash (Matt Letscher) e include Damien Darhk (Neal McDonough), Malcolm Merlyn (John Barrowman), Capitan Cold (Wentworth Miller) e per brevi periodi da un Rip Hunter sottoposto a lavaggio del cervello (Arthur Darvill) e da un riluttante Heat Wave (Dominic Purcell)[14]. Sono stati definiti "Legione del destino" dal membro delle Leggende, Nate Heywood, come richiamo ad un cartone animato che guardava da bambino (presumibilmente Challenge of the Super Friends).

#### Animazione
- Nella serie Justice League Unlimited la Legione compare con la seguente formazione:

- Lex Luthor[15] – Successor leader
- Gorilla Grodd[15] – Fondatore & leader originale
- Angle Man[16]
- Atomic Skull (Joseph Martin)[15]
- Bizzarro[15]
- Black Mass[15]
- Blockbuster[15]
- Bloodsport[17]
- Cheetah[15]
- Chiave[15]
- Copperhead[15]
- Crowbar[16]
- Devil Ray[15]
- Dottor Cyber[15]
- Dottor Destiny[15]
- Dottor Polaris[15]
- Dottor Spectro[16]
- Dummy[16]
- Electrocutioner[17]
- Evil Star[15]
- Fastball[16]
- Gentleman Ghost[15]
- Giganta[15]
- Giocattolaio[15]
- Goldface[16]
- Heat Wave[15]
- Hellgrammite[18]
- Javelin[16]
- KGBeast[15]
- Killer Frost[15]
- L'Ombra[17]
- Livewire[16]
- Mago del Tempo[15]
- Major Disaster[16]
- Merlyn[16]
- Metallo[15]
- Mirror Master[17]
- Monocle[16]
- Neutron[17]
- Nightfall[16]
- Parassita[15]
- Pensatore[15]
- Psico-Pirata[16]
- Puppeteer[17]
- Puzzler[15]
- Queen Bee[15]
- Rampage[15]
- Shark[15]
- Shatterfist[19]
- Silver Banshee[15]
- Sinestro[15]
- Sonar[15]
- Sportsmaster[17]
- Tala[16]
- Tattooed Man[16]
- Top[17]
- Tsukuri[16]
- Volcana[15]
- Zaffiro Stellare[15]

- La Legione del destino appare nella serie Batman: The Brave and the Bold. Nel teaser "Triumvirate of Terror", giocano una partita di baseball contro la Justice League International. I membri della Legione del destino sono Lex Luthor, Joker, Cheetah, Weather Wizard, Felix Faust, Chronos, Re degli Orologi e Amazo. Più tardi, Lex Luthor, Joker e Cheetah vengono mostrati nella sede della Legione del destino, che è visivamente basata sulla Hall of Doom e in una palude. Luthor e Cheetah sono gli unici membri originali della serie.
- Nell'episodio "Rivelazione" di Young Justice, la squadra combatte la Lega dell'ingiustizia formata dall'associazione segreta nota come Luce in Louisiana. La sede e il luogo del gruppo sono un omaggio alla Hall of Doom[20].

### Videogiochi
- La Legione del destino appare in DC Universe Online, come parte della campagna dei cattivi[21].
- Black Manta, Giganta, Giocattolaio, Enigmista, Bizzarro, lo Scarecrow, Lex Luthor, Capitan Cold, Cheetah, Solomon Grundy, Gorilla Grodd, Brainiac, e Sinestro sono tutti personaggi sbloccabili in LEGO Batman 3: Gotham e oltre. La Hall of Doom è disponibile all'esplorazione.